# Campeonato Mundial de Atletismo de 2017 - Heptatlo feminino

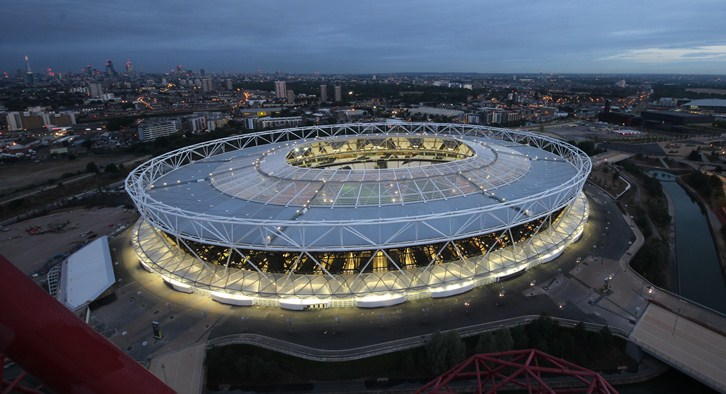
Estádio Olímpico de Londres, o local da competição do Heptatlo do Campeonato Mundial de Atletismo de 2017.

A competição do Heptatlo do Campeonato Mundial de Atletismo de 2017 foi realizada no Estádio Olímpico de Londres nos dias 5 e 6 de agosto. Nafissatou Thiam da Bélgica levou a medalha de ouro. 

## Recordes
Antes da competição, os recordes eram os seguintes:
|                                               | Jackie Joyner-Kersee (USA) | 7.291 | Seul, Coreia do Sul     | 24 de setembro de 1988 |
| Recorde do campeonato                         | Jackie Joyner-Kersee (USA) | 7.128 | Roma, Itália            | 1 de setembro de 1987  |
| Recorde do ano                                | Nafissatou Thiam (BEL)     | 7.013 | Götzis, Áustria         | 28 de maio de 2017     |
| Recorde da África                             | Margaret Simpson (GHA)     | 6.423 | Götzis, Áustria         | 29 de maio de 2005     |
| Recorde da Ásia                               | Ghada Shouaa (SYR)         | 6.942 | Götzis, Áustria         | 26 de maio de 1996     |
| Recorde da América do Norte, Central e Caribe | Jackie Joyner-Kersee (USA) | 7.291 | Seul, Coreia do Sul     | 24 de setembro de 1988 |
| Recorde da América do Sul                     | Evelis Aguilar (COL)       | 6.271 | Cali, Colômbia          | 26 de junho de 2016    |
| Recorde da Europa                             | Carolina Klüft (SWE)       | 7.032 | Osaka, Japão            | 26 de agosto de 2007   |
| Recorde da Oceania                            | Jane Flemming (AUS)        | 6.695 | Auckland, Nova Zelândia | 28 de janeiro de 1990  |

## Medalhistas
| Ouro                   | Prata                 | Bronze             |
| Nafissatou Thiam (BEL) | Carolin Schäfer (GER) | Anouk Vetter (NED) |

## Tempo de qualificação
| Tempo de qualificação |
| --------------------- |
| 6.200 pontos          |

## Cronograma
| Data        | Hora  | Evento                   |
| ----------- | ----- | ------------------------ |
| 5 de agosto | 10:05 | 100 metros com barreiras |
| 5 de agosto | 11:30 | Salto em altura          |
| 5 de agosto | 19:00 | Arremesso de peso        |
| 5 de agosto | 21:00 | 200 metros               |
| 6 de agosto | 10:00 | Salto em distância       |
| 6 de agosto | 11:45 | Lançamento de dardo      |
| 6 de agosto | 20:40 | 800 metros               |

Todos os horários estão no horário local (UTC+1)

## Resultados

### 100 metros com barreiras
A prova foi realizada dia 5 de agosto às 10:05. 
| Pos. | Série | Atleta                    | Nacionalidade  | Tempo | Pontos | Notas                |
| ---- | ----- | ------------------------- | -------------- | ----- | ------ | -------------------- |
| 1    | 4     | Nadine Visser             | Países Baixos  | 12"85 | 1147   |                      |
| 2    | 4     | Kendell Williams          | Estados Unidos | 13"02 | 1121   |                      |
| 3    | 4     | Carolin Schäfer           | Alemanha       | 13"09 | 1111   |                      |
| 4    | 4     | Erica Bougard             | Estados Unidos | 13"24 | 1089   |                      |
| 5    | 3     | Anouk Vetter              | Países Baixos  | 13"31 | 1078   | Recorde da temporada |
| 6    | 4     | Katarina Johnson-Thompson | Grã-Bretanha   | 13"33 | 1075   |                      |
| 7    | 3     | Grit Šadeiko              | Estónia        | 13"37 | 1069   |                      |
| 8    | 4     | Katerina Cachová          | Chéquia        | 13"37 | 1069   |                      |
| 9    | 4     | Antoinette Nana Djimou    | França         | 13"46 | 1056   |                      |
| 10   | 3     | Claudia Salman-Rath       | Alemanha       | 13"52 | 1047   |                      |
| 11   | 3     | Nafissatou Thiam          | Bélgica        | 13"54 | 1044   |                      |
| 12   | 2     | Yorgelis Rodríguez        | Cuba           | 13"60 | 1036   | Recorde da temporada |
| 13   | 2     | Ivona Dadic               | Áustria        | 13"68 | 1024   | Recorde pessoal      |
| 14   | 2     | Xénia Krizsán             | Hungria        | 13"70 | 1021   |                      |
| 15   | 3     | Odile Ahouanwanou         | Benim          | 13"71 | 1020   |                      |
| 16   | 4     | Laura Ikauniece-Admidina  | Letônia        | 13"71 | 1020   |                      |
| 17   | 2     | Nadine Broersen           | Países Baixos  | 13"79 | 1008   |                      |
| 18   | 2     | Verena Preiner            | Áustria        | 13"79 | 1008   | Recorde pessoal      |
| 19   | 1     | Géraldine Ruckstuhl       | Suíça          | 13"80 | 1007   | Recorde pessoal      |
| 20   | 3     | Sharon Day-Monroe         | Estados Unidos | 13"82 | 1004   |                      |
| 21   | 3     | Lecabela Quaresma         | Portugal       | 13"94 | 987    |                      |
| 22   | 3     | Caroline Agnou            | Suíça          | 13"95 | 985    |                      |
| 23   | 1     | Evelis Aguilar            | Colômbia       | 14"03 | 974    |                      |
| 24   | 2     | Alysbeth Felix            | Porto Rico     | 14"03 | 974    |                      |
| 25   | 2     | Eliška Klucinová          | Chéquia        | 14"03 | 974    |                      |
| 26   | 2     | Györgyi Zsivoczky-Farkas  | Hungria        | 14"05 | 971    |                      |
| 27   | 1     | Swapna Barman             | Índia          | 14"14 | 959    |                      |
| 28   | 1     | Tamara de Sousa           | Brasil         | 14"16 | 956    |                      |
| 29   | 1     | Alina Shukh               | Ucrânia        | 14"32 | 934    | Recorde pessoal      |
| 30   | 1     | Hanne Maudens             | Bélgica        | 14"47 | 913    |                      |
| 31   | 1     | Vanessa Chefer            | Brasil         | 14"94 | 850    |                      |

### Salto em altura
A prova foi realizada dia 5 de agosto às 11:30. 
| Pos. | Grupo | Atleta                    | Nacionalidade  | Tentativa | Tentativa | Tentativa | Tentativa | Tentativa | Tentativa | Tentativa | Tentativa | Tentativa | Tentativa | Tentativa | Tentativa | Tentativa | Tentativa | Resultado | Pontos | Notas                 | Total  | Total   |
| Pos. | Grupo | Atleta                    | Nacionalidade  | 1,59      | 1,62      | 1,65      | 1,68      | 1,71      | 1,74      | 1,77      | 1,80      | 1,83      | 1,86      | 1,89      | 1,92      | 1,95      | 1,98      | Resultado | Pontos | Notas                 | Pontos | Posição |
| ---- | ----- | ------------------------- | -------------- | --------- | --------- | --------- | --------- | --------- | --------- | --------- | --------- | --------- | --------- | --------- | --------- | --------- | --------- | --------- | ------ | --------------------- | ------ | ------- |
| 1    | A     | Nafissatou Thiam          | Bélgica        | –         | –         | –         | –         | –         | –         | –         | o         | –         | o         | o         | o         | o         | xxx       | 1.95      | 1171   | Recorde do campeonato | 2215   | 1       |
| 2    | A     | Yorgelis Rodríguez        | Cuba           | –         | –         | –         | –         | –         | o         | –         | o         | o         | o         | xo        | xxo       | xo        | r         | 1.95      | 1171   | Recorde do campeonato | 2207   | 2       |
| 3    | A     | Eliška Klucinová          | Chéquia        | –         | –         | –         | o         | o         | o         | o         | o         | xxo       | xo        | xxx       | z !       | z !       | z !       | 1.86      | 1054   |                       | 2028   | 6       |
| 3    | A     | Carolin Schäfer           | Alemanha       | –         | –         | –         | –         | o         | xo        | o         | xo        | o         | xo        | xxx       | z !       | z !       | z !       | 1.86      | 1054   | Recorde pessoal       | 2165   | 3       |
| 5    | A     | Nadine Broersen           | Países Baixos  | –         | –         | –         | –         | o         | o         | o         | o         | xo        | xxx       | z !       | z !       | z !       | z !       | 1.83      | 1016   |                       | 2024   | 7       |
| 6    | A     | Alina Shukh               | Ucrânia        | –         | –         | –         | –         | –         | xo        | o         | o         | xo        | xxx       | z !       | z !       | z !       | z !       | 1.83      | 1016   |                       | 1950   | 16      |
| 7    | A     | Katarina Johnson-Thompson | Grã-Bretanha   | –         | –         | –         | –         | –         | –         | –         | o         | –         | xxx       | z !       | z !       | z !       | z !       | 1.80      | 978    |                       | 2053   | 5       |
| 8    | A     | Ivona Dadic               | Áustria        | –         | –         | –         | xo        | o         | o         | o         | o         | xxx       | z !       | z !       | z !       | z !       | z !       | 1.80      | 978    |                       | 2002   | 10      |
| 9    | A     | Géraldine Ruckstuhl       | Suíça          | –         | –         | –         | o         | o         | o         | xxo       | xxo       | xxx       | z !       | z !       | z !       | z !       | z !       | 1.80      | 978    |                       | 1985   | 12      |
| 10   | A     | Györgyi Zsivoczky-Farkas  | Hungria        | –         | –         | –         | o         | –         | o         | o         | xxx       | z !       | z !       | z !       | z !       | z !       | z !       | 1.77      | 941    |                       | 1912   | 20      |
| 11   | A     | Xénia Krizsán             | Hungria        | –         | –         | o         | o         | o         | xxo       | o         | xxx       | z !       | z !       | z !       | z !       | z !       | z !       | 1.77      | 941    |                       | 1962   | 15      |
| 12   | B     | Hanne Maudens             | Bélgica        | –         | –         | –         | –         | o         | o         | xo        | xxx       | z !       | z !       | z !       | z !       | z !       | z !       | 1.77      | 941    |                       | 1854   | 24      |
| 12   | B     | Anouk Vetter              | Países Baixos  | –         | –         | –         | o         | o         | o         | xo        | xxx       | z !       | z !       | z !       | z !       | z !       | z !       | 1.77      | 941    | Recorde da temporada  | 2019   | 9       |
| 14   | B     | Nadine Visser             | Países Baixos  | –         | –         | o         | o         | xo        | xo        | xxo       | xxx       | z !       | z !       | z !       | z !       | z !       | z !       | 1.77      | 941    | Recorde da temporada  | 2088   | 4       |
| 15   | B     | Claudia Salman-Rath       | Alemanha       | –         | o         | o         | o         | o         | o         | xxx       | z !       | z !       | z !       | z !       | z !       | z !       | z !       | 1.74      | 903    | Recorde da temporada  | 1950   | 16      |
| 15   | B     | Tamara de Sousa           | Brasil         | o         | –         | o         | –         | o         | o         | xxx       | z !       | z !       | z !       | z !       | z !       | z !       | z !       | 1.74      | 903    |                       | 1859   | 23      |
| 17   | A     | Erica Bougard             | Estados Unidos | –         | –         | –         | –         | xo        | o         | –         | xxx       | z !       | z !       | z !       | z !       | z !       | z !       | 1.74      | 903    |                       | 1992   | 11      |
| 18   | A     | Sharon Day-Monroe         | Estados Unidos | –         | –         | –         | –         | o         | xo        | xxx       | z !       | z !       | z !       | z !       | z !       | z !       | z !       | 1.74      | 903    |                       | 1907   | 21      |
| 19   | A     | Kendell Williams          | Estados Unidos | –         | –         | –         | o         | xo        | xo        | xxx       | z !       | z !       | z !       | z !       | z !       | z !       | z !       | 1.74      | 903    |                       | 2024   | 7       |
| 19   | B     | Grit Šadeiko              | Estónia        | –         | –         | o         | xo        | o         | xo        | xxx       | z !       | z !       | z !       | z !       | z !       | z !       | z !       | 1.74      | 903    |                       | 1972   | 13      |
| 21   | B     | Katerina Cachová          | Chéquia        | –         | o         | o         | xo        | o         | xxo       | xxx       | z !       | z !       | z !       | z !       | z !       | z !       | z !       | 1.74      | 903    |                       | 1972   | 13      |
| 22   | B     | Odile Ahouanwanou         | Benim          | o         | –         | o         | xxo       | o         | xxo       | xxx       | z !       | z !       | z !       | z !       | z !       | z !       | z !       | 1.74      | 903    |                       | 1923   | 18      |
| 23   | B     | Verena Preiner            | Áustria        | –         | o         | o         | o         | o         | xxx       | z !       | z !       | z !       | z !       | z !       | z !       | z !       | z !       | 1.71      | 867    |                       | 1875   | 22      |
| 23   | A     | Swapna Barman             | Índia          | –         | –         | –         | o         | o         | xxx       | z !       | z !       | z !       | z !       | z !       | z !       | z !       | z !       | 1.71      | 867    |                       | 1826   | 27      |
| 25   | B     | Alysbeth Felix            | Porto Rico     | –         | –         | –         | xo        | o         | xxx       | z !       | z !       | z !       | z !       | z !       | z !       | z !       | z !       | 1.71      | 867    |                       | 1841   | 26      |
| 26   | B     | Antoinette Nana Djimou    | França         | –         | –         | o         | xxo       | xo        | xxx       | z !       | z !       | z !       | z !       | z !       | z !       | z !       | z !       | 1.71      | 867    |                       | 1923   | 18      |
| 27   | B     | Lecabela Quaresma         | Portugal       | –         | o         | o         | o         | xxo       | xxx       | z !       | z !       | z !       | z !       | z !       | z !       | z !       | z !       | 1.71      | 867    |                       | 1854   | 24      |
| 28   | B     | Evelis Aguilar            | Colômbia       | o         | o         | o         | o         | xxx       | z !       | z !       | z !       | z !       | z !       | z !       | z !       | z !       | z !       | 1.68      | 830    |                       | 1804   | 29      |
| 29   | B     | Vanessa Chefer            | Brasil         | o         | o         | o         | xo        | xxx       | z !       | z !       | z !       | z !       | z !       | z !       | z !       | z !       | z !       | 1.68      | 830    |                       | 1680   | 30      |
| 30   | B     | Caroline Agnou            | Suíça          | –         | –         | xo        | xxo       | xxx       | z !       | z !       | z !       | z !       | z !       | z !       | z !       | z !       | z !       | 1.68      | 830    |                       | 1815   | 28      |
| –    | B     | Laura Ikauniece-Admidina  | Letônia        |           |           |           |           |           |           |           |           |           |           |           |           |           |           | DNS       | DNS    |                       | -      |         |

### Arremesso de peso
A prova foi realizada dia 5 de agosto às 19:00. 
| Pos. | Grupo | Atleta                    | Nacionalidade  | Tentativa | Tentativa | Tentativa | Resultado | Pontos | Notas                | Total  | Total   |
| Pos. | Grupo | Atleta                    | Nacionalidade  | 1         | 2         | 3         | Resultado | Pontos | Notas                | Pontos | Posição |
| ---- | ----- | ------------------------- | -------------- | --------- | --------- | --------- | --------- | ------ | -------------------- | ------ | ------- |
| 1    | A     | Nafissatou Thiam          | Bélgica        | 15.17     | 14.76     | 14.99     | 15.17     | 872    |                      | 3087   | 1       |
| 2    | A     | Sharon Day-Monroe         | Estados Unidos | 15.14     | 14.65     | 14.79     | 15.14     | 870    |                      | 2777   | 9       |
| 3    | A     | Anouk Vetter              | Países Baixos  | 13.92     | 15.09     | x         | 15.09     | 867    |                      | 2886   | 4       |
| 4    | A     | Carolin Schäfer           | Alemanha       | 14.84     | x         | –         | 14.84     | 850    | Recorde pessoal      | 3015   | 2       |
| 5    | A     | Eliška Klucinová          | Chéquia        | 14.80     | 14.76     | x         | 14.80     | 848    | Recorde da temporada | 2876   | 5       |
| 6    | A     | Odile Ahouanwanou         | Benim          | 13.84     | 14.71     | x         | 14.71     | 841    |                      | 2764   | 11      |
| 7    | A     | Antoinette Nana Djimou    | França         | x         | 14.61     | x         | 14.61     | 835    |                      | 2758   | 12      |
| 8    | A     | Xénia Krizsán             | Hungria        | 14.14     | 13.68     | 13.49     | 14.14     | 803    |                      | 2765   | 10      |
| 9    | A     | Nadine Broersen           | Países Baixos  | 13.46     | 13.91     | 14.09     | 14.09     | 800    |                      | 2824   | 6       |
| 10   | A     | Ivona Dadic               | Áustria        | 13.82     | x         | 13.78     | 13.82     | 782    |                      | 2784   | 8       |
| 11   | A     | Alina Shukh               | Ucrânia        | 13.63     | 13.39     | 13.75     | 13.75     | 777    |                      | 2727   | 16      |
| 12   | A     | Györgyi Zsivoczky-Farkas  | Hungria        | 13.04     | 13.13     | 13.75     | 13.75     | 777    |                      | 2689   | 17      |
| 13   | A     | Tamara de Sousa           | Brasil         | 13.68     | 13.69     | 13.25     | 13.69     | 773    |                      | 2632   | 20      |
| 14   | A     | Caroline Agnou            | Suíça          | 12.85     | 13.64     | x         | 13.64     | 770    |                      | 2585   | 25      |
| 15   | A     | Lecabela Quaresma         | Portugal       | 13.08     | 13.48     | 13.16     | 13.48     | 759    |                      | 2613   | 23      |
| 16   | B     | Yorgelis Rodríguez        | Cuba           | 12.49     | 13.45     | 12.95     | 13.45     | 757    |                      | 2964   | 3       |
| 17   | B     | Evelis Aguilar            | Colômbia       | 13.39     | 12.64     | 13.34     | 13.39     | 753    |                      | 2557   | 26      |
| 18   | B     | Géraldine Ruckstuhl       | Suíça          | 13.07     | 13.06     | 13.36     | 13.36     | 751    |                      | 2736   | 14      |
| 19   | A     | Verena Preiner            | Áustria        | 13.16     | 13.05     | 12.73     | 13.16     | 738    |                      | 2613   | 23      |
| 20   | B     | Nadine Visser             | Países Baixos  | 12.22     | 12.76     | 12.96     | 12.96     | 725    |                      | 2813   | 7       |
| 21   | B     | Claudia Salman-Rath       | Alemanha       | 12.66     | 12.84     | x         | 12.84     | 717    |                      | 2667   | 19      |
| 22   | B     | Kendell Williams          | Estados Unidos | 12.05     | 12.73     | 12.22     | 12.73     | 709    |                      | 2733   | 15      |
| 23   | B     | Grit Šadeiko              | Estónia        | 11.65     | 12.55     | x         | 12.55     | 698    |                      | 2670   | 18      |
| 24   | B     | Katarina Johnson-Thompson | Grã-Bretanha   | 12.01     | 12.47     | 12.36     | 12.47     | 692    |                      | 2745   | 13      |
| 25   | B     | Vanessa Chefer            | Brasil         | 11.82     | x         | 12.12     | 12.12     | 669    |                      | 2349   | 30      |
| 26   | B     | Katerina Cachová          | Chéquia        | x         | 11.84     | 11.75     | 11.84     | 651    |                      | 2623   | 21      |
| 27   | B     | Hanne Maudens             | Bélgica        | 10.96     | 11.71     | 11.80     | 11.80     | 648    |                      | 2502   | 27      |
| 28   | B     | Erica Bougard             | Estados Unidos | 11.41     | 11.31     | 11.19     | 11.41     | 622    |                      | 2614   | 22      |
| 29   | B     | Alysbeth Felix            | Porto Rico     | 10.49     | x         | 10.82     | 10.82     | 583    |                      | 2424   | 28      |
| 30   | B     | Swapna Barman             | Índia          | x         | 7.33      | 10.81     | 10.81     | 583    |                      | 2409   | 29      |
| –    | B     | Laura Ikauniece-Admidina  | Letônia        |           |           |           | DNF       | 0      |                      | DNS    | –       |

### 200 metros
A prova foi realizada dia 5 de agosto às 21:00. 
| Pos.. | Bateria | Atleta                    | Nacionalidade  | Tempo | Pontos | Notas                | Total de pontos | Posição total |
| ----- | ------- | ------------------------- | -------------- | ----- | ------ | -------------------- | --------------- | ------------- |
| 1     | 4       | Katarina Johnson-Thompson | Grã-Bretanha   | 22.86 | 1093   |                      | 3838            | 4             |
| 2     | 4       | Carolin Schäfer           | Alemanha       | 23.58 | 1021   |                      | 4036            | 1             |
| 3     | 4       | Erica Bougard             | Estados Unidos | 23.66 | 1014   |                      | 3628            | 17            |
| 4     | 4       | Nadine Visser             | Países Baixos  | 23.73 | 1007   |                      | 3820            | 6             |
| 5     | 4       | Claudia Salman-Rath       | Alemanha       | 23.92 | 988    |                      | 3655            | 13            |
| 6     | 3       | Odile Ahouanwanou         | Benim          | 24.09 | 972    | Recorde pessoal      | 3736            | 9             |
| 7     | 4       | Ivona Dadic               | Áustria        | 24.11 | 970    |                      | 3754            | 8             |
| 8     | 4       | Kendell Williams          | Estados Unidos | 24.29 | 953    |                      | 3686            | 11            |
| 9     | 3       | Evelis Aguilar            | Colômbia       | 24.35 | 947    |                      | 3504            | 24            |
| 10    | 3       | Anouk Vetter              | Países Baixos  | 24.36 | 946    |                      | 3832            | 5             |
| 11    | 3       | Yorgelis Rodríguez        | Cuba           | 24.42 | 941    |                      | 3905            | 3             |
| 12    | 3       | Verena Preiner            | Áustria        | 24.44 | 939    |                      | 3552            | 19            |
| 13    | 2       | Katerina Cachová          | Chéquia        | 24.56 | 928    | Recorde da temporada | 3551            | 21            |
| 14    | 2       | Nafissatou Thiam          | Bélgica        | 24.57 | 927    |                      | 4014            | 2             |
| 15    | 2       | Grit Šadeiko              | Estónia        | 24.60 | 924    | Recorde da temporada | 3594            | 18            |
| 16    | 2       | Tamara de Sousa           | Brasil         | 24.64 | 920    |                      | 3552            | 20            |
| 17    | 3       | Caroline Agnou            | Suíça          | 24.64 | 920    |                      | 3505            | 23            |
| 18    | 2       | Eliška Klucinová          | Chéquia        | 24.72 | 913    | Recorde da temporada | 3789            | 7             |
| 19    | 2       | Géraldine Ruckstuhl       | Suíça          | 24.84 | 902    |                      | 3638            | 15            |
| 20    | 1       | Sharon Day-Monroe         | Estados Unidos | 24.97 | 890    |                      | 3667            | 12            |
| 21    | 1       | Nadine Broersen           | Países Baixos  | 24.98 | 889    | Recorde da temporada | 3713            | 10            |
| 22    | 3       | Vanessa Chefer            | Brasil         | 25.15 | 873    |                      | 3222            | 29            |
| 23    | 1       | Xénia Krizsán             | Hungria        | 25.15 | 873    |                      | 3638            | 14            |
| 24    | 2       | Antoinette Nana Djimou    | França         | 25.17 | 871    |                      | 3629            | 16            |
| 25    | 1       | Györgyi Zsivoczky-Farkas  | Hungria        | 25.38 | 852    | Recorde da temporada | 3541            | 22            |
| 26    | 1       | Lecabela Quaresma         | Portugal       | 25.38 | 852    |                      | 3465            | 26            |
| 27    | 2       | Alysbeth Felix            | Porto Rico     | 25.38 | 852    |                      | 3276            | 28            |
| 28    | 3       | Hanne Maudens             | Bélgica        | 25.43 | 848    |                      | 3350            | 27            |
| 29    | 1       | Swapna Barman             | Índia          | 26.45 | 758    |                      | 3167            | 30            |
| 30    | 1       | Alina Shukh               | Ucrânia        | 26.59 | 746    |                      | 3473            | 25            |

### Salto em distância
A prova foi realizada dia 6 de agosto às 10:00. 
| Pos. | Grupo | Atleta                    | Nacionalidade  | Tentativa | Tentativa | Tentativa | Resultado | Pontos | Notas                | Total  | Total   |
| Pos. | Grupo | Atleta                    | Nacionalidade  | 1         | 2         | 3         | Resultado | Pontos | Notas                | Pontos | Posição |
| ---- | ----- | ------------------------- | -------------- | --------- | --------- | --------- | --------- | ------ | -------------------- | ------ | ------- |
| 1    | B     | Nafissatou Thiam          | Bélgica        | 6.20      | 6.33      | 6.57      | 6.57      | 1030   | Recorde da temporada | 5044   | 1       |
| 2    | B     | Katarina Johnson-Thompson | Grã-Bretanha   | 6.56      | x         | 6.45      | 6.56      | 1027   |                      | 4865   | 3       |
| 3    | B     | Claudia Salman-Rath       | Alemanha       | 6.50      | 6.46      | 6.55      | 6.55      | 1023   |                      | 4678   | 8       |
| 4    | A     | Anouk Vetter              | Países Baixos  | x         | 5.99      | 6.32      | 6.32      | 949    | Recorde da temporada | 4781   | 5       |
| 5    | A     | Nadine Visser             | Países Baixos  | 5.97      | 6.00      | 6.30      | 6.30      | 943    | Recorde da temporada | 4763   | 6       |
| 6    | B     | Yorgelis Rodríguez        | Cuba           | 5.77      | 6.23      | 4.40      | 6.23      | 921    |                      | 4826   | 4       |
| 7    | B     | Caroline Agnou            | Suíça          | 6.05      | x         | 6.22      | 6.22      | 918    |                      | 4423   | 19      |
| 8    | B     | Carolin Schäfer           | Alemanha       | 6.10      | 6.20      | x         | 6.20      | 912    |                      | 4948   | 2       |
| 9    | B     | Kendell Williams          | Estados Unidos | 5.94      | 5.84      | 6.19      | 6.19      | 908    |                      | 4594   | 10      |
| 10   | B     | Eliška Klucinová          | Chéquia        | 5.78      | 6.16      | 6.13      | 6.16      | 899    |                      | 4688   | 7       |
| 11   | B     | Katerina Cachová          | Chéquia        | 6.03      | x         | 6.15      | 6.15      | 896    |                      | 4447   | 16      |
| 12   | B     | Hanne Maudens             | Bélgica        | 5.80      | 6.15      | 5.88      | 6.15      | 896    |                      | 4246   | 26      |
| 13   | B     | Erica Bougard             | Estados Unidos | 6.01      | 4.53      | 6.09      | 6.09      | 877    |                      | 4505   | 13      |
| 14   | B     | Antoinette Nana Djimou    | França         | 6.04      | 5.99      | 6.05      | 6.05      | 865    |                      | 4494   | 14      |
| 15   | A     | Grit Šadeiko              | Estónia        | 6.00      | x         | 5.72      | 6.00      | 850    |                      | 4444   | 17      |
| 16   | B     | Ivona Dadic               | Áustria        | 5.90      | 5.75      | 5.98      | 5.98      | 843    |                      | 4597   | 9       |
| 17   | A     | Verena Preiner            | Áustria        | 5.98      | 5.79      | 5.55      | 5.98      | 843    |                      | 4395   | 21      |
| 18   | A     | Nadine Broersen           | Países Baixos  | 5.89      | 5.95      | 5.77      | 5.95      | 834    |                      | 4547   | 12      |
| 19   | B     | Györgyi Zsivoczky-Farkas  | Hungria        | x         | 5.94      | x         | 5.94      | 831    |                      | 4372   | 22      |
| 20   | A     | Xénia Krizsán             | Hungria        | x         | 5.93      | x         | 5.93      | 828    |                      | 4466   | 15      |
| 21   | A     | Odile Ahouanwanou         | Benim          | 5.38      | 5.92      | 5.46      | 5.92      | 825    | Recorde pessoal      | 4561   | 11      |
| 22   | A     | Lecabela Quaresma         | Portugal       | 5.88      | x         | 5.84      | 5.88      | 813    |                      | 4278   | 24      |
| 23   | A     | Alysbeth Felix            | Porto Rico     | x         | 5.85      | 5.86      | 5.86      | 807    | Recorde da temporada | 4083   | 27      |
| 24   | A     | Alina Shukh               | Ucrânia        | x         | 5.80      | 5.85      | 5.85      | 804    |                      | 4277   | 25      |
| 25   | A     | Géraldine Ruckstuhl       | Suíça          | 5.37      | 5.69      | 5.82      | 5.82      | 795    |                      | 4433   | 18      |
| 26   | A     | Tamara de Sousa           | Brasil         | 5.69      | x         | 5.40      | 5.69      | 756    |                      | 4308   | 23      |
| 27   | A     | Sharon Day-Monroe         | Estados Unidos | 5.49      | 5.61      | x         | 5.61      | 732    |                      | 4399   | 20      |
| 28   | A     | Swapna Barman             | Índia          | 5.48      | 5.53      | 5.49      | 5.53      | 709    |                      | 3876   | 28      |
| 29   | A     | Vanessa Chefer            | Brasil         | x         | 5.22      | 5.23      | 5.23      | 623    |                      | 3845   | 29      |
| –    | B     | Evelis Aguilar            | Colômbia       | -1 !      | -1 !      | -1 !      | DNS       | 0      |                      | DNF    | –       |

### Lançamento de dardo
A prova foi realizada dia 6 de agosto às 11:45. 
| Pos. | Grupo | Atleta                    | Nacionalidade  | Tentativa | Tentativa | Tentativa | Resultado | Pontos | Notas                 | Total  | Total   |
| Pos. | Grupo | Atleta                    | Nacionalidade  | 1         | 2         | 3         | Resultado | Pontos | Notas                 | Pontos | Posição |
| ---- | ----- | ------------------------- | -------------- | --------- | --------- | --------- | --------- | ------ | --------------------- | ------ | ------- |
| 1    | B     | Anouk Vetter              | Países Baixos  | 55.32     | x         | 58.41     | 58.41     | 1024   | Recorde do campeonato | 5805   | 3       |
| 2    | B     | Nafissatou Thiam          | Bélgica        | 49.93     | 48.68     | 53.93     | 53.93     | 936    |                       | 5980   | 1       |
| 3    | B     | Alina Shukh               | Ucrânia        | 49.91     | 52.93     | 49.62     | 52.93     | 917    |                       | 5194   | 16      |
| 4    | A     | Ivona Dadic               | Áustria        | 47.51     | 52.29     | x         | 52.29     | 905    | Recorde da temporada  | 5502   | 6       |
| 5    | B     | Géraldine Ruckstuhl       | Suíça          | 52.15     | 51.16     | 46.78     | 52.15     | 902    |                       | 5335   | 12      |
| 6    | B     | Xénia Krizsán             | Hungria        | 49.55     | 50.36     | 51.25     | 51.25     | 884    | Recorde pessoal       | 5350   | 11      |
| 7    | B     | Carolin Schäfer           | Alemanha       | 49.68     | 49.27     | 49.99     | 49.99     | 860    |                       | 5808   | 2       |
| 8    | B     | Grit Šadeiko              | Estónia        | 46.84     | 46.16     | 47.47     | 47.47     | 811    |                       | 5255   | 15      |
| 9    | B     | Yorgelis Rodríguez        | Cuba           | x         | 47.41     | x         | 47.41     | 810    |                       | 5636   | 4       |
| 10   | B     | Kendell Williams          | Estados Unidos | x         | 41.45     | 46.43     | 46.43     | 791    |                       | 5385   | 9       |
| 11   | B     | Verena Preiner            | Áustria        | 43.13     | 45.27     | 43.79     | 45.27     | 769    |                       | 5164   | 18      |
| 12   | A     | Györgyi Zsivoczky-Farkas  | Hungria        | 44.22     | 44.53     | 44.95     | 44.95     | 763    |                       | 5135   | 20      |
| 13   | B     | Antoinette Nana Djimou    | França         | 44.94     | 43.93     | -         | 44.94     | 762    |                       | 5256   | 14      |
| 14   | B     | Katerina Cachová          | Chéquia        | 43.67     | 43.29     | 43.38     | 43.67     | 738    |                       | 5185   | 17      |
| 15   | A     | Caroline Agnou            | Suíça          | 42.85     | 43.54     | 41.77     | 43.54     | 735    |                       | 5158   | 19      |
| 16   | A     | Swapna Barman             | Índia          | 38.84     | 43.49     | 43.37     | 43.49     | 734    |                       | 4610   | 27      |
| 17   | A     | Odile Ahouanwanou         | Benim          | 37.92     | 43.16     | x         | 43.16     | 728    |                       | 5289   | 13      |
| 18   | A     | Nadine Visser             | Países Baixos  | x         | 38.82     | 42.26     | 42.26     | 711    |                       | 5474   | 7       |
| 19   | A     | Eliška Klucinová          | Chéquia        | 41.91     | x         | 39.24     | 41.91     | 704    | Recorde da temporada  | 5392   | 8       |
| 20   | A     | Katarina Johnson-Thompson | Grã-Bretanha   | 41.72     | 40.27     | 41.65     | 41.72     | 700    | Recorde da temporada  | 5565   | 5       |
| 21   | B     | Sharon Day-Monroe         | Estados Unidos | 39.43     | 40.02     | 40.74     | 40.74     | 681    |                       | 5080   | 21      |
| 22   | A     | Claudia Salman-Rath       | Alemanha       | 40.36     | 37.76     | 40.70     | 40.70     | 681    | Recorde da temporada  | 5359   | 10      |
| 23   | A     | Tamara de Sousa           | Brasil         | 39.86     | 40.65     | 36.11     | 40.65     | 680    |                       | 4988   | 23      |
| 24   | A     | Alysbeth Felix            | Porto Rico     | x         | 39.56     | 38.82     | 39.56     | 659    | Recorde da temporada  | 4742   | 26      |
| 25   | A     | Vanessa Chefer            | Brasil         | 38.04     | 39.36     | x         | 39.36     | 655    |                       | 4500   | 29      |
| 26   | A     | Lecabela Quaresma         | Portugal       | 35.79     | 36.71     | x         | 36.71     | 604    |                       | 4882   | 24      |
| 27   | A     | Hanne Maudens             | Bélgica        | 35.44     | 35.41     | 33.98     | 35.44     | 580    |                       | 4826   | 25      |
| 28   | A     | Erica Bougard             | Estados Unidos | x         | 33.76     | x         | 33.76     | 548    |                       | 5053   | 22      |
| –    | B     | Nadine Broersen           | Países Baixos  | -2 !      | -2 !      | -2 !      | DNS       | 0      |                       | DNF    | –       |
| –    | B     | Evelis Aguilar            | Países Baixos  | -2 !      | -2 !      | -2 !      | DNS       | 0      |                       | DNF    | –       |

### 800 metros
A prova foi realizada dia 6 de agosto às 20:40. 
| Pos. | Série | Atleta                    | Nacionalidade  | Tempo   | Pontos | Notas                | Total  | Total   |
| Pos. | Série | Atleta                    | Nacionalidade  | Tempo   | Pontos | Notas                | Pontos | Posição |
| ---- | ----- | ------------------------- | -------------- | ------- | ------ | -------------------- | ------ | ------- |
| 1    | 2     | Xénia Krizsán             | Hungria        | 2'07"17 | 1006   | Recorde pessoal      | 6356   | 9       |
| 2    | 3     | Claudia Salman-Rath       | Alemanha       | 2'07"37 | 1003   |                      | 6362   | 8       |
| 3    | 3     | Katarina Johnson-Thompson | Grã-Bretanha   | 2'08"10 | 993    | Recorde da temporada | 6558   | 5       |
| 4    | 1     | Erica Bougard             | Estados Unidos | 2'08"77 | 983    |                      | 6036   | 18      |
| 5    | 3     | Yorgelis Rodríguez        | Cuba           | 2'10"48 | 958    | Recorde pessoal      | 6594   | 4       |
| 6    | 1     | Sharon Day-Monroe         | Estados Unidos | 2'12"64 | 926    | Recorde da temporada | 6006   | 20      |
| 7    | 1     | Hanne Maudens             | Bélgica        | 2'12"87 | 923    |                      | 5749   | 23      |
| 8    | 3     | Eliška Klucinová          | Chéquia        | 2'13"00 | 921    | Recorde da temporada | 6313   | 10      |
| 9    | 1     | Györgyi Zsivoczky-Farkas  | Hungria        | 2'13"44 | 915    | Recorde da temporada | 6050   | 17      |
| 10   | 3     | Ivona Dadic               | Áustria        | 2'13"44 | 915    | Recorde da temporada | 6417   | 6       |
| 11   | 1     | Lecabela Quaresma         | Portugal       | 2'14"06 | 906    |                      | 5788   | 22      |
| 12   | 3     | Nadine Visser             | Países Baixos  | 2'14"74 | 896    | Recorde da temporada | 6370   | 7       |
| 13   | 2     | Géraldine Ruckstuhl       | Suíça          | 2'14"85 | 895    |                      | 6230   | 11      |
| 14   | 3     | Carolin Schäfer           | Alemanha       | 2'15"34 | 888    |                      | 6696   | 2       |
| 15   | 2     | Katerina Cachová          | Chéquia        | 2'15"58 | 885    |                      | 6070   | 15      |
| 16   | 2     | Alina Shukh               | Ucrânia        | 2'15"84 | 881    |                      | 6075   | 14      |
| 17   | 2     | Caroline Agnou            | Suíça          | 2'18"57 | 843    |                      | 6001   | 21      |
| 18   | 1     | Alysbeth Felix            | Porto Rico     | 2'18"68 | 842    | Recorde da temporada | 5584   | 25      |
| 19   | 2     | Grit Šadeiko              | Estónia        | 2'18"88 | 839    |                      | 6094   | 13      |
| 20   | 3     | Kendell Williams          | Estados Unidos | 2'19"15 | 835    |                      | 6220   | 12      |
| 21   | 3     | Anouk Vetter              | Países Baixos  | 2'19"43 | 831    | Recorde da temporada | 6636   | 3       |
| 22   | 1     | Swapna Barman             | Índia          | 2'20"17 | 821    |                      | 5431   | 26      |
| 23   | 2     | Antoinette Nana Djimou    | França         | 2'21"14 | 808    | Recorde da temporada | 6064   | 16      |
| 24   | 3     | Nafissatou Thiam          | Bélgica        | 2'21"42 | 804    |                      | 6784   | 1       |
| 25   | 2     | Odile Ahouanwanou         | Benim          | 2'27"00 | 731    |                      | 6020   | 19      |
| 26   | 1     | Tamara de Sousa           | Brasil         | 2'34"03 | 643    |                      | 5631   | 24      |
| 27 ! | 1     | Vanessa Chefer            | Brasil         | DNS     | 0      |                      | 4500   | 29      |
| 28 ! | 2     | Verena Preiner            | Áustria        | DNS     | 0      |                      | DNF    | 30 !    |

## Classificação final
| Colocação         | Atleta                    | Nacionalidade  | 100 m C/B | SA   | AP  | 200 m | SD   | LD   | 800 m | Total | Notas                |
| ----------------- | ------------------------- | -------------- | --------- | ---- | --- | ----- | ---- | ---- | ----- | ----- | -------------------- |
| Medalha de ouro   | Nafissatou Thiam          | Bélgica        | 1044      | 1171 | 872 | 927   | 1030 | 936  | 804   | 6784  |                      |
| Medalha de prata  | Carolin Schäfer           | Alemanha       | 1111      | 1054 | 850 | 1021  | 912  | 860  | 888   | 6696  |                      |
| Medalha de bronze | Anouk Vetter              | Países Baixos  | 1078      | 941  | 867 | 946   | 949  | 1024 | 831   | 6636  | Recorde nacional     |
| 4                 | Yorgelis Rodríguez        | Cuba           | 1036      | 1171 | 757 | 941   | 921  | 810  | 958   | 6594  | Recorde nacional     |
| 5                 | Katarina Johnson-Thompson | Grã-Bretanha   | 1075      | 978  | 692 | 1093  | 1027 | 700  | 993   | 6558  |                      |
| 6                 | Ivona Dadic               | Áustria        | 1024      | 978  | 782 | 970   | 843  | 905  | 915   | 6417  | Recorde nacional     |
| 7                 | Nadine Visser             | Países Baixos  | 1147      | 941  | 725 | 1007  | 943  | 711  | 896   | 6370  | Recorde da temporada |
| 8                 | Claudia Salman-Rath       | Alemanha       | 1047      | 903  | 717 | 988   | 1023 | 681  | 1003  | 6362  |                      |
| 9                 | Xénia Krizsán             | Hungria        | 1021      | 941  | 803 | 873   | 828  | 884  | 1006  | 6356  |                      |
| 10                | Eliška Klucinová          | Chéquia        | 974       | 1054 | 848 | 913   | 899  | 704  | 921   | 6313  | Recorde da temporada |
| 11                | Géraldine Ruckstuhl       | Suíça          | 1007      | 978  | 751 | 902   | 795  | 902  | 895   | 6230  |                      |
| 12                | Kendell Williams          | Estados Unidos | 1121      | 903  | 709 | 953   | 908  | 791  | 835   | 6220  |                      |
| 13                | Grit Šadeiko              | Estónia        | 1069      | 903  | 698 | 924   | 850  | 811  | 839   | 6094  |                      |
| 14                | Alina Shukh               | Ucrânia        | 934       | 1016 | 777 | 746   | 804  | 917  | 881   | 6075  |                      |
| 15                | Katerina Cachová          | Chéquia        | 1069      | 903  | 651 | 928   | 896  | 738  | 885   | 6070  |                      |
| 16                | Antoinette Nana Djimou    | França         | 1056      | 867  | 835 | 871   | 865  | 762  | 808   | 6064  |                      |
| 17                | Györgyi Zsivoczky-Farkas  | Hungria        | 971       | 941  | 777 | 852   | 831  | 763  | 915   | 6050  | Recorde da temporada |
| 18                | Erica Bougard             | Estados Unidos | 1089      | 903  | 622 | 1014  | 877  | 548  | 983   | 6036  |                      |
| 19                | Odile Ahouanwanou         | Benim          | 1020      | 903  | 841 | 972   | 825  | 728  | 731   | 6020  |                      |
| 20                | Sharon Day-Monroe         | Estados Unidos | 1004      | 903  | 870 | 890   | 732  | 681  | 926   | 6006  |                      |
| 21                | Caroline Agnou            | Suíça          | 985       | 830  | 770 | 920   | 918  | 735  | 843   | 6001  |                      |
| 22                | Lecabela Quaresma         | Portugal       | 987       | 867  | 759 | 852   | 813  | 604  | 906   | 5788  |                      |
| 23                | Hanne Maudens             | Bélgica        | 913       | 941  | 648 | 848   | 896  | 580  | 923   | 5749  |                      |
| 24                | Tamara de Sousa           | Brasil         | 956       | 903  | 773 | 920   | 756  | 680  | 643   | 5631  |                      |
| 25                | Alysbeth Felix            | Porto Rico     | 974       | 867  | 583 | 852   | 807  | 659  | 842   | 5584  | Recorde da temporada |
| 26                | Swapna Barman             | Índia          | 959       | 867  | 583 | 758   | 709  | 734  | 821   | 5431  |                      |
| 29                | Vanessa Chefer            | Brasil         | 850       | 830  | 669 | 873   | 623  | 655  | 0     | 4500  |                      |
| 30 !              | Verena Preiner            | Áustria        | 1008      | 867  | 738 | 939   | 843  | 769  | 0     | DNF   |                      |
| 31 !              | Nadine Broersen           | Países Baixos  | 1008      | 1016 | 800 | 889   | 834  | 0    |       | DNF   |                      |
| 32 !              | Evelis Aguilar            | Colômbia       | 974       | 830  | 753 | 947   | 0    | 0    |       | DNF   |                      |
| 33 !              | Laura Ikauniece-Admidina  | Letônia        | 1020      | 0    | 0   |       |      |      |       | DNF   |                      |

Legenda
| Recorde mundial       | Recorde mundial (World record)               |                       | Recorde africano                      | Recorde africano (African) |                                           | Q | Classificado por posição (Qualified) |
| Recorde do campeonato | Recorde do campeonato (Championship record)  | Recorde da América    | Recorde da América (Americas)         | q                          | Classificado por melhor tempo (Qualified) |   |                                      |
| Melhor marca do ano   | Melhor marca do ano (World leading)          | Recorde asiático      | Recorde asiático (Asian)              | DNS                        | Não largou (Did not start)                |   |                                      |
| Recorde nacional      | Recorde nacional (National record)           | Recorde europeu       | Recorde europeu (European)            | DNF                        | Não terminou (Did not finish)             |   |                                      |
| Recorde pessoal       | Recorde pessoal do atleta (Personal best)    | Recorde da Oceania    | Recorde da Oceania (Oceania)          | DSQ / DQ                   | Desclassificado (Disqualified)            |   |                                      |
| Recorde da temporada  | Recorde da temporada do atleta (Season best) | Recorde sul-americano | Recorde sul-americano (South America) | NM                         | Sem marca (No mark)                       |   |                                      |